# Moscavide
Moscavide é uma vila portuguesa que foi sede da extinta Freguesia de Moscavide do Município de Loures, fronteira a Lisboa, freguesia que tinha 1,10 km² de área e 14 266 habitantes (2011), e, portanto, uma densidade populacional de 12 969,1 hab/km². 
A Freguesia de Moscavide foi extinta, em 2013, tendo sido agregada à Freguesia de Portela para formar a nova União das Freguesias de Moscavide e Portela.
Por sua vez, a povoação de Moscavide foi elevada à categoria de vila, conjuntamente com Odivelas, em 1964.
A origem do topónimo Moscavide vem do árabe al-Masqba que significa "sementeiras".[carece de fontes?]

## Geografia
Localizada no extremo sudeste do respetivo município, a freguesia de Moscavide fazia fronteira com Sacavém, a norte, Portela, a oeste (em Loures), com Santa Maria dos Olivais, a sul (na cidade de Lisboa), e ainda com o rio Tejo, a este. Para além disso, incluía ainda uma parte da atual Freguesia de Parque das Nações, onde esteve alojada em tempos a EXPO 98.

## População
| População da freguesia de Moscavide | População da freguesia de Moscavide | População da freguesia de Moscavide | População da freguesia de Moscavide | População da freguesia de Moscavide | População da freguesia de Moscavide | População da freguesia de Moscavide | População da freguesia de Moscavide | População da freguesia de Moscavide | População da freguesia de Moscavide | População da freguesia de Moscavide | População da freguesia de Moscavide | População da freguesia de Moscavide | População da freguesia de Moscavide | População da freguesia de Moscavide |
| ----------------------------------- | ----------------------------------- | ----------------------------------- | ----------------------------------- | ----------------------------------- | ----------------------------------- | ----------------------------------- | ----------------------------------- | ----------------------------------- | ----------------------------------- | ----------------------------------- | ----------------------------------- | ----------------------------------- | ----------------------------------- | ----------------------------------- |
| 1864                                | 1878                                | 1890                                | 1900                                | 1911                                | 1920                                | 1930                                | 1940                                | 1950                                | 1960                                | 1970                                | 1981                                | 1991                                | 2001                                | 2011                                |
|                                     |                                     |                                     |                                     |                                     |                                     | 1 881                               | 4 163                               | 8 911                               | 22 065                              | 21 647                              | 24 390                              | 14 497                              | 12 184                              | 14 266                              |

Criada pelo decreto nº 15.222, de 21/03/1928, com lugares da freguesia de Olivais

## História

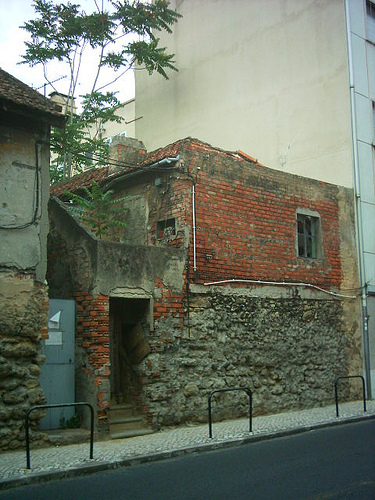
Um dos últimos edifícios originais de Moscavide (foto de 2009).

A Freguesia de Moscavide foi relativamente recente tendo sido criada em 23 de Março de 1928, através do decreto n.º 15 222, por desmembramento das freguesias de Santa Maria dos Olivais (Lisboa) e de Sacavém (Loures), ficando integrada no concelho de Loures.
Abrangia então os sítios da Encarnação, dos Marcos e de Beirolas, envolventes da chamada Estrada de Moscavide (à qual foi buscar o seu nome), que seguia rumo a Sacavém (curiosamente, no entanto, a dita estrada continuou integrada na freguesia dos Olivais até hoje; a parte remanescente originou a Avenida de Moscavide, que é hoje a rua mais movimentada da localidade).
Mais tarde, em 4 de Fevereiro de 1955, e por motivos ainda não completamente esclarecidos (posto que o diploma legal é omisso), decorrentes da delimitação entre os concelhos de Loures e Lisboa, a região de Beirolas, onde estava sediado um quartel do Exército, transitou para o espaço da freguesia dos Olivais, o que confere à freguesia a sua estranha configuração geográfica na parte oriental. Em 1996, um projecto de lei da autoria do PS previa a rectificação dos limites concelhios e a reintregação de Beirolas em Moscavide , mas a iniciativa, depois de ter baixado à respectiva comissão parlamentar de administração do território, acabou por caducar com o fim da legislatura, não tendo sequência.
O nome Moscavide parece derivar do árabe maskabat, que significa «sementeira», denotando assim a grande antiguidade do sítio. Conhecem-se alusões em tempos antigos ao sítio de Busca-Vides, que eventualmente também terá contribuído para a formação do topónimo moderno.
Não obstante o seu reduzido espaço, Moscavide cresceu bastante, fazendo com que a freguesia fosse, durante muito tempo, uma das de maior densidade populacional do concelho de Loures. Este desenvolvimento populacional exagerado é ainda hoje recordado no seu brasão, através dos favos de mel que fazem lembrar o modo como a freguesia cresceu. Paralelamente, a vida operária deu lugar ao comércio e aos serviços, que ainda hoje são uma imagem de marca da terciarização do espaço urbano moscavidense.
A povoação-sede da freguesia, Moscavide, viria, em face disso, a ser elevada a vila em 3 de Abril de 1964, pelo decreto n.º 45 637 (decreto esse que conferia idêntico estatuto à povoação de Odivelas, então também situada no concelho de Loures).
Destaca-se, do conjunto urbano, a Igreja de Santo António de Moscavide, construção recente e em linhas modernas (foi inaugurada em meados dos anos 50). Moscavide integra também no seu território o Seminário do Cristo-Rei, pertença do Patriarcado de Lisboa, algumas velhas quintas (Alegria, Candeeiro, Cabeço), e antigas vilas operárias.

## Património
- Grupo de casas originais da antiga Estrada de Moscavide, junto à Igreja de Santo António (demolidas em 2015, para dar lugar ao novo Centro Pastoral)
- Capela de Nossa Senhora da Quinta do Candeeiro
- Igreja de Santo António de Moscavide
- Seminário Maior do Cristo-Rei dos Olivais
- Parque do Seminário (parcialmente destruído para dar lugar à urbanização do Jardins do Cristo-Rei)
- Estação Ferroviária de Moscavide

## Heráldica

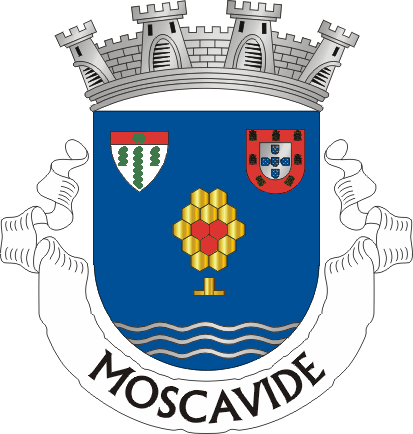
Antigo brasão de Moscavide

Moscavide utiliza presentemente a seguinte bandeira e brasão de armas:
Um escudo de azul, faixa ondada de prata, acompanhada em chefe de uma cruz latina de vermelho, contornada e coroada de ouro, entre duas alfaces de verde orladas e realçadas de ouro; em campanha, catorze favos de ouro, postos dois, três, quatro, três, dois. Uma coroa mural de prata de quatro torres. Um listel branco, com a legenda a negro, em maiúsculas: «MOSCAVIDE». Bandeira esquartelada de amarelo e azul; cordões e borlas de ouro e azul.
Anteriormente, Moscavide usava o seguinte brasão:
Um escudo de azul, catorze favos, postos dois, três, quatro, três, dois, dos quais o segundo e o terceiro da terceira linha e o segundo da quarta de vermelho, e os restantes de ouro, assentes num pé, também de ouro. Em chefe, à dextra, escudete de prata, com três faixas de verde, e chefe de vermelho, e à sinistra, escudete carregado com as armas de Portugal. Contra-chefe ondado de prata e azul de seis peças. Uma coroa mural de prata de quatro torres. Um listel branco com os dizeres de negro, em maiúsculas: «VILA DE MOSCAVIDE».

## Projecto de criação da nova freguesia doParque das Nações
Os habitantes do Parque das Nações defendiam a criação de uma freguesia cujo limite Norte seria, uma vez fundada, o rio Trancão, o que, na óptica da Junta de Freguesia de Moscavide, amputaria uma parte significativa de território da freguesia. No entanto, esse território não fazia parte, em termos funcionais, já não de Moscavide, mas sim da cidade de Lisboa. A proposta visava, portanto, adequar a divisão administrativa à realidade das populações.
Tal desejo era recusado pelos habitantes de Moscavide que não habitavam no Parque das Nações. No entanto, os partidos e organizações que defendiam esta alteração administrativa (ou seja, a criação da Freguesia do Oriente dentro do Concelho de Lisboa ou, no mínimo, a inclusão de todas as áreas do Parque das Nações na Freguesia de Nossa Senhora dos Olivais) defendiam ser esta a forma mais racional de gerir um espaço como o Parque das Nações, então dividido por três freguesias e dois concelhos (apesar de o Concelho de Loures não administrar o território do Parque das Nações - por exemplo, não administrava a distribuição de água nem os outros serviços municipalizados, ao contrário com o que acontecia com a parte de Lisboa - recebendo apenas os impostos municipais provenientes do mesmo, o que implicava um desfasamento entre quem recebe e quem actua).
Com a dissolução parlamentar em finais de 2004, ordenada pelo Presidente da República, as iniciativas legislativas em causa caducaram, mas já na Legislatura do Partido Socialista foram ambas de novo apresentadas à discussão pelo PSD, tendo subido à comissão de ordenamento territorial, para discussão. A nova proposta de reforma administrativa, aprovada pela Assembleia da República em 2013, consagrou a criação da nova freguesia do Parque das Nações com territórios subtraídos às freguesias de Moscavide, Sacavém e Santa Maria dos Olivais, bem como a sua inclusão na cidade de Lisboa.